# Abbottina binhi
Abbottina binhi, vrsta slatkovodne ribe iz porodice ciprinida otkrivene u tropskom području Vijetnama u rijeci Bang, u provinciji Cao Bang. Prvi puta opisao ju je 200. godine Nguyen van Hao.
Podaci o njoj su još nedovoljno poznati, a nije pozbat nijedan narodni naziv za nju.